# Division I 2002-2003 (pallacanestro maschile)
La Division I 2002-2003 è stata la 71ª edizione del massimo campionato belga di pallacanestro maschile. La vittoria finale è stata appannaggio dello Spirou Charleroi.

## Risultati

### Stagione regolare

#### Prima fase
|     | Squadra            | G  | V  | P  | PF | PS | Pt. | Qualificazione |
| --- | ------------------ | -- | -- | -- | -- | -- | --- | -------------- |
| 1.  | Spirou Charleroi   | 20 | 19 | 1  |    |    | 54  | Gruppo A       |
| 2.  | Mons-Hainaut       | 20 | 14 | 6  |    |    | 48  | Gruppo B       |
| 3.  | Ostenda            | 20 | 13 | 7  |    |    | 46  | Gruppo B       |
| 4.  | Verviers-Pepinster | 20 | 13 | 7  |    |    | 46  | Gruppo A       |
| 5.  | Bree               | 20 | 11 | 9  |    |    | 42  | Gruppo B       |
| 6.  | Liegi              | 20 | 9  | 11 |    |    | 38  | Gruppo A       |
| 7.  | Lovanio            | 20 | 9  | 11 |    |    | 38  | Gruppo B       |
| 8.  | Bavi Vilvoorde     | 20 | 7  | 13 |    |    | 34  | Gruppo A       |
| 9.  | Tournai Estaimpuis | 20 | 7  | 13 |    |    | 34  | Gruppo C       |
| 10. | Racing Anversa     | 20 | 6  | 14 |    |    | 32  | Gruppo C       |
| 11. | Wevelgem           | 20 | 2  | 18 |    |    | 24  | Gruppo C       |

#### Seconda fase, gruppo A
|    | Squadra            | G | V | P | PF | PS | Pt. | Qualificazione |
| -- | ------------------ | - | - | - | -- | -- | --- | -------------- |
| 1. | Spirou Charleroi   | 6 | 6 | 0 |    |    | 24  | playoff        |
| 2. | Verviers-Pepinster | 6 | 3 | 3 |    |    | 16  | playoff        |
| 3. | Liegi              | 6 | 3 | 3 |    |    | 14  |                |
| 4. | Bavi Vilvoorde     | 6 | 0 | 6 |    |    | 6   |                |

#### Seconda fase, gruppo B
|    | Squadra      | G | V | P | PF | PS | Pt. | Qualificazione |
| -- | ------------ | - | - | - | -- | -- | --- | -------------- |
| 1. | Mons-Hainaut | 6 | 4 | 2 |    |    | 20  | playoff        |
| 2. | Ostenda      | 6 | 3 | 3 |    |    | 16  | playoff        |
| 3. | Lovanio      | 6 | 3 | 3 |    |    | 12  |                |
| 4. | Bree         | 6 | 2 | 4 |    |    | 12  |                |

#### Seconda fase, gruppo C
|    | Squadra            | G | V | P | PF | PS | Pt. | Qualificazione                     |
| -- | ------------------ | - | - | - | -- | -- | --- | ---------------------------------- |
| 1. | Tournai Estaimpuis | 4 | 2 | 2 |    |    | 11  |                                    |
| 2. | Racing Anversa     | 4 | 2 | 2 |    |    | 10  |                                    |
| 3. | Wevelgem           | 4 | 2 | 2 |    |    | 9   | Spareggio retrocessione/promozione |

### Spareggio retrocessione/promozione
| Squadra 1 | Risultato | Squadra 2   |
| --------- | --------- | ----------- |
| Wevelgem  | 101 - 64  | INS Wilsele |

### Playoff
|  | Semifinali | Semifinali         | Semifinali |                    |     | Finale           | Finale | Finale |  |
|  |            |                    |            |                    |     |                  |        |        |  |
|  | 1a.        | Spirou Charleroi   | 2          |                    |     |                  |        |        |  |
|  | 1a.        | Spirou Charleroi   | 2          |                    |     |                  |        |        |  |
|  | 2b.        | Ostenda            | 0          |                    |     |                  |        |        |  |
|  | 2b.        | Ostenda            | 0          |                    | 1a. | Spirou Charleroi | 3      |        |  |
|  |            |                    |            |                    | 1a. | Spirou Charleroi | 3      |        |  |
|  |            |                    | 2a.        | Verviers-Pepinster | 0   |                  |        |        |  |
|  | 1b.        | Mons-Hainaut       | 2a.        | Verviers-Pepinster | 0   | 0                |        |        |  |
|  | 1b.        | Mons-Hainaut       |            |                    |     |                  |        |        |  |
|  | 2a.        | Verviers-Pepinster | 2          |                    |     |                  |        |        |  |

| Division I 2002-2003       |
| -------------------------- |
| Spirou Charleroi 5º titolo |

## Formazione vincitrice
| N° | Naz.                   | Ruolo | Sportivo            |  | Alt. |  |
| -- | ---------------------- | ----- | ------------------- |  | ---- |  |
|    | Stati Uniti (bandiera) | GA    | Marcus Faison       |  | 196  |  |
|    | Belgio (bandiera)      | P     | Jacques Stas        |  | 192  |  |
|    | Belgio (bandiera)      | AG    | Ron Ellis           |  | 201  |  |
|    | Stati Uniti (bandiera) | C     | Andre Riddick       |  | 206  |  |
|    | Belgio (bandiera)      | P     | Roel Moors          |  | 186  |  |
|    | Jugoslavia (bandiera)  | G     | Vladimir Kuzmanović |  | 198  |  |
|    | Jugoslavia (bandiera)  | All.  | Savo Vučević        |  |      |  |

## Premi e riconoscimenti
- MVP regular season:  Marcus Faison, Spirou Charleroi